# 우라카미역
우라카미역(일본어: 浦上駅)은 일본 나가사키현 나가사키시에 있는 규슈 여객철도 · 나가사키 전기 궤도의 역이다. 이 본문에서는 나가사키 전기 궤도의 우라카미역앞 정류장(浦上駅前停留場) 에 대해서도 기술한다. 상대식 승강장 2면 2선의 구조를 가진 지상역이다.

## 타는 곳
| 1 | ■ 나가사키 본선 | (하행) | 나가사키 방면                          |
| 2 | ■ 나가사키 본선 | (상행) | 이사하야 · 사세보 · 사가 · 하카타 방면 |

## 이용 현황
| 연도     | JR    | 연도     | 나가사키 전기 궤도 |
| 2000년도 | 2,095 | 2000년도 | 3,578              |
| 2001년도 | 2,033 |          |                    |
| 2002년도 | 1,955 |          |                    |
| 2003년도 | 1,888 |          |                    |
| 2004년도 | 1,887 |          |                    |
| 2005년도 | 1,903 |          |                    |
| 2006년도 | 1,908 |          |                    |
| -------- | ----- | -------- | ------------------ |

## 역 주변
- 나가사키 대학 의학부 · 치과학부
- 나가사키 치과위생사 전문학교
- 나가사키 대학 병원
- 일본 적십자사 나가사키 원폭병원
- 나가사키 현 의사회관
- 나가사키 원폭 자료관
- 나가사키 시 평화회관
- 나가사키 시립 역사 민속자료관
- 나가사키 현 종합복지센터
- 나가사키 현 장애인직업센터
- 나가사키 신문
- 나가사키 문화방송

## 역사
- 1897년 7월 22일 : 나가사키역(일본어: 長崎駅)으로서 개업.
- 1905년 4월 5일 : 우라카미역으로 개칭.
- 1915년 11월 16일 : 나가사키 전기 궤도 나가사키에 역 앞 정류장 개업.
- 1987년 4월 1일 : 민영화에 의해, 규슈 여객철도로 이관.

## 인접 역
| 나가사키 본선            | 나가사키 본선                   | 나가사키 본선              |
| ------------------------ | ------------------------------- | -------------------------- |
| 기키쓰 도스 방면         | ■ 쾌속 '시사이드 라이너'        | 나가사키 나가사키 방면     |
| 우쓰쓰가와 도스 방면     | ■ 쾌속 '시사이드 라이너' ■ 보통 | 나가사키 나가사키 방면     |
| 나가사키 본선            |                                 |                            |
| 니시우라카미 기키쓰 방면 | 나요로 지선                     | 시·종착역                  |
| 나가사키 전기 궤도 본선  |                                 |                            |
| 대학병원 아카사코 방면   | ■ 본선                          | 모리마치 나가사키역앞 방면 |